# 아테네의 왕
고대 그리스의 폴리스 아테나이의 역사에서 민주정, 참주정, 집정관 이전 시대에 아테나이는 왕이 다스렸다. 이들 대부분은 신화적 인물이기 때문에 실존하지 않는 인물이다. 아래 목록은 카이사레이아의 에우세비우스가 작성하였다. 

## 초기의 임금
여기 두 임금은 데우칼리온의 홍수 이야기 이전에 아테나이를 다스렸다고 한다.
- 오기고스(Ωγύγος)
- 악타이오스(Ακταίος)

## 케크롭스 왕조 혹은 에리크토니오스 왕조
케크롭스는 몸의 반은 사람이고 반은 뱀인 신화적인 인물로 나오지만, 아테나이의 진짜 첫 임금이라고 한다. 이들 임금의 재위 기간은 수백년 뒤에 추측하여 비정한 것이다. 
- 케크롭스 1세(Κέκρωψ) 기원전 1556년 - 기원전 1506년.
- 크라나오스(Κραναός) 기원전 1506년 - 기원전 1497년.
- 암픽티온(Αμφικτύων) 기원전 1497년 - 기원전 1487년.
- 에리크토니오스(Ἐριχθόνιος) 기원전 1487년 - 기원전 1437년.
- 판디온 1세(Πανδίων) 기원전 1437년 - 기원전 1397년.
- 에렉테우스(Ερεχθεύς) 기원전 1397년 - 기원전 1347년.
- 케크롭스 2세(Κέκρωψ Β') 기원전 1347년 - 기원전 1307년.
- 판디온 2세(Πανδίων Β') 기원전 1307년 - 기원전 1282년.
- 아이게우스 1세(Αἰγεύς) 기원전 1282년 - 기원전 1234년.
- 테세우스(Θησεύς) 기원전 1234년 - 기원전 1204년. (또는 기원전 1213년).
- 메네스테우스(Μενεσθεύς) 기원전 1204년 - 기원전 1181년 (또는 기원전 1213년 - 기원전 1191년).
- 데모폰(Δημοφών) 기원전 1181년 - 기원전 1147년.
- 옥시테스(Οξύντης) 기원전 1147년 - 기원전 1135년.
- 아페이다스(Αφείδας) 기원전 1135년 - 기원전 1134년.
- 티모이테스(Θυμοίτης) 기원전 1134년 - 기원전 1126년.

## 멜란토스 또는 코드로스 왕조
- 멜란토스(Μέλανθος) 기원전 1126년 - 기원전 1089년.
- 코드로스(Κόδρος) 기원전 1089년 - 기원전 1068년.
- 메돈

코드로스의 사후 메돈이 계승했다는 설과, 그의 상속자들은 왕이 되지 못하였다는 설이 있고 그 뒤로는 계속해서 집정관이 되었다. 기원전 753년 세습 집정관은 비세습 체계로 대체되었다. 